# Сен-Жан-Лерм
Сен-Жан-Лерм (фр. Saint-Jean-Lherm, окс. Sent Joan de l'Èrm) — коммуна во Франции, находится в регионе Юг — Пиренеи. Департамент — Верхняя Гаронна. Входит в состав кантона Монтастрюк-ла-Консейер. Округ коммуны — Тулуза.
Код INSEE коммуны — 31489.

## География
Коммуна расположена приблизительно в 580 км к югу от Парижа, в 18 км к северо-востоку от Тулузы.

## Климат
Климат умеренно-океанический. Зима мягкая и снежная, весна характеризуется сильными дождями и грозами, лето сухое и жаркое, осень солнечная. Преобладают сильные юго-восточные и северо-западные ветры.

## Население
Население коммуны на 2010 год составляло 377 человек.
| 1962 | 1968 | 1975 | 1982 | 1990 | 1999 | 2010 |
| ---- | ---- | ---- | ---- | ---- | ---- | ---- |
| 169  | 153  | 157  | 190  | 233  | 303  | 377  |

## Экономика
В 2010 году среди 246 человек трудоспособного возраста (15—64 лет) 192 были экономически активными, 54 — неактивными (показатель активности — 78,0 %, в 1999 году было 74,1 %). Из 192 активных жителей работали 181 человек (94 мужчины и 87 женщин), безработных было 11 (4 мужчины и 7 женщин). Среди 54 неактивных 19 человек были учениками или студентами, 21 — пенсионерами, 14 были неактивными по другим причинам.

## Достопримечательности
- Церковь Св. Иоанна Крестителя